# Forêt de la Mare à Joseph
La forêt de la Mare à Joseph est une forêt française de l'île de La Réunion, département d'outre-mer dans le sud-ouest de l'océan Indien. Elle est située sur le rempart montagneux oriental du cirque naturel de Cilaos, qui forme la commune du même nom. Elle relève par ailleurs en grande partie du parc national de La Réunion.